# Алоїз Владислав Францович
Владислав Францович Алоїз (Музикант Алоїз; 1 липня 1860, Прага — 1918, Петроград) — чеський, український і російський віолончеліст, композитор, педагог.

## Біографічні відомості
Закінчив Празьку консерваторію по класу віолончелі і класу фортепіано у 1879 році. Того ж року переїхав до Російської імперії.
У 1880—1886 роках виступав в Києві у складі квартету Київського відділення Російського музичного товариства (РМТ), в також викладав у Київському музичному училищі по класу віолончелі і фортепіано.
Надалі викладав:
- у Музичному інституті у Варшаві (1886—1891);
- в Одеському музичному училищі РМТ (1891—1897).

З 1897 року жив у Петербурзі. Виступав як соліст придворного оркестру, викладав у Придворній співацькій капелі.

## Твори
- Два концерти для віолончелі з оркестром;
- сонати для віолончелі з фортепіано;
- фортепіанне тріо;
- романси;
- п'єси для скрипки, віолончелі та ін.